# Ruda (rejon klecki)
Ruda (biał. Руда, Ruda; ros. Руда, Ruda) – wieś na Białorusi, w obwodzie mińskim, w rejonie kleckim, w sielsowiecie Siniawka, nad Naczą i przy drodze republikańskiej R13.

## Historia
W dwudziestoleciu międzywojennym leżała w Polsce, w województwie nowogródzkim, w powiecie nieświeskim, w gminie Siniawka. W 1921 miejscowość liczyła 183 mieszkańców, zamieszkałych w 28 budynkach, wyłącznie Polaków. 178 mieszkańców było wyznania prawosławnego i 5 rzymskokatolickiego.
Po II wojnie światowej w granicach Związku Sowieckiego. Od 1991 w niepodległej Białorusi.